# French Open 1987 (Badminton)
Die French Open 1987 im Badminton fanden vom 17. bis zum 22. März 1987 in Paris, Frankreich, statt. Mit einem Preisgeld von 25.000 US-Dollar wurde das Turnier in Kategorie 2 der Grand-Prix-Wertung eingestuft.

## Finalresultate
| Disziplin    | Sieger                          | Finalist                         | Ergebnis         |
| ------------ | ------------------------------- | -------------------------------- | ---------------- |
| Herreneinzel | Ib Frederiksen                  | Hermawan Susanto                 | 15:2, 15:4       |
| Dameneinzel  | Kim Yun-ja                      | Lee Young-suk                    | 11:4, 5:11, 11:0 |
| Herrendoppel | Lee Deuk-choon Kim Moon-soo     | Hadibowo Rudy Heryanto           | 15:0, 17:14      |
| Damendoppel  | Chung Myung-hee Hwang Hye-young | Chung So-young Kim Ho-ja         | 4:15, 15:9, 15:7 |
| Mixed        | Park Joo-bong Kim Yun-ja        | Mark Christiansen Erica van Dijk | 15:10, 15:7      |

## Referenzen
- World Badminton 15 (1987) (3), S. 40
- Badmintonmuseet.dk S. 17